# Вербов, Михаил Александрович
Михаил Александрович (Исаакович) Вербов (1896—1996) — русский и американский живописец и график.

## Биография
Родился 27 ноября (9 декабря) 1896 года в Екатеринославе в семье помощника аптекаря.
В 1906—1914 годах учился в Ташкентской гимназии. В 1914 году перешёл из иудейства в православие; приехал в Петроград, где познакомился с И. Е. Репиным и стал часто бывать в его усадьбе Пенаты; впоследствии называл себя учеником Репина.
В 1915 году поступил на юридический факультет Петроградского университета. В сентябре 1916 года был зачислен в Высшее художественное училище живописи, скульптуры и архитектуры при Академии художеств, но в январе 1917 года отчислен; в сентябре 1917 года восстановился в училище, но уже в ноябре того же года прекратил занятия по состоянию здоровья.
В 1918—1920 годах работал учителем рисования в Ташкентской средней школе; одновременно, он выступал в концертной труппе Сырдарьинского военного комиссариата. 
В ноябре 1920 года был направлен для продолжения художественного образования в Москву и Петроград. Учился в московском Вхутемасе (1920–1923) у Д. Н. Кардовского. После того, как в 1922 году он исполнил портрет актёра Малого театра А. И. Южина-Сумбатова, стал получать новые заказы в театральной среде, что во многом определило судьбу художника. В 1923 году он принял участие в последней (18-й) выставке Союза русских художников.
В 1924 году эмигрировал из СССР в Германию, затем переехал во Францию. Некоторое время учился вокалу во Флоренции, — у Тито Руффо. Имея прекрасный баритон, в дальнейшем неоднократно выступал на профессиональной сцене. 
В период 1925—1932 годов он неоднократно выставлялся в парижских салонах; участвовал в парижских выставках русских художников в галерее Quatre-Chemins (1928), Salle Yteb (1932). В 1928 году он пожертвовал свои картины в пользу Комитета помощи русским писателям и учёным.
В январе 1933 года переехал в Нью-Йорк; в 1941 году получил американское гражданство.
М. А. Вербов работал в основном как портретист. Выполнял живописные и карандашные портреты художников, музыкантов, государственных и общественных деятелей: М. А. Алданова, И. А. Бунина, Д. С. Лихачёва, А. Ф. Керенского, Ф. И. Шаляпина, А. Т. Гречанинова, С. А. Кусевицкого, К. А. Коровина, С. Ю. Жуковского, Э. Г. Гилельса, Н. Гедды, Л. В. Собинова, А. Моруа, Э. Вуйара, Ингрид Бергман, Вселенского патриарха Афиногена, королей Фердинанда I, Густава V Шведского, Хуана Карлоса Испанского, герцога Альбы, Индиры и Раджива Ганди и др. 
В годы Второй Мировой войны им были созданы  100 портретов морских пехотинцев США для их матерей. В 1973—1975 годах к 200-летнему юбилею независимости США он исполнил 56 портретов членов Конгресса, подписавших Декларацию независимости.
Персональные выставки Вербова прошли в нью-йоркских галереях Knoedler (1936), Wildenstein (1941, 1945) и en:Grand Central Palace (англ.) (1954), в Музее Бирмингема, шт. Алабама (1969), и Музее Оберна, шт. Нью-Йорк (1976 и 1982). В 1982 году получил золотую медаль Лиги американских художников за портрет И. А. Бунина. Преподавал живопись в Колумбийском университете в Нью-Йорке и других университетах. 
С 1973 года — член-корреспондент Академии изящных наук в Риме. 
В 1974, 1977 и 1979 гг. посещал СССР, встречался с сестрой. В 1995 году состоялась его персональная выставка в миссии Российской Федерации при ООН в Нью-Йорке; в октябре того же года он был награждён российским Орден Дружбы.
Умер 4 апреля 1996 года а Нью-Йорке. Похоронен на русском кладбище в Ново-Дивеево (Нью-Йорк). 
Его работы находятся в музее Метрополитен в Нью-Йорке, Национальной галерее искусств в Вашингтоне, музее Прадо в Мадриде и в Третьяковской галерее.

## Награды
- Орден Дружбы (17 октября 1995 года, Россия) — за большой вклад в развитие русского изобразительного искусства[1].